# Берн-сюр-Уаз
Берн-сюр-Уаз (фр. Bernes-sur-Oise) — муниципалитет во Франции, в регионе Иль-де-Франс, департамент Валь-д'Уаз. Население — 2 220 человек (1999).
Муниципалитет расположен на расстоянии около 35 км севернее Парижа, 23 км северо-восточнее Сержи.

## Демография
Динамика населения (Cassini и INSEE):